# Stellidia nivosita
Stellidia nivosita là một loài bướm đêm trong họ Erebidae.